# Eucereon pilatii
Eucereon pilatii là một loài bướm đêm thuộc phân họ Arctiinae, họ Erebidae.